# Józefa Kulesza
Józefa Kulesza, siostra Jadwiga (ur. w 1859 w Karabelówce w guberni kijowskiej, zm. 5 kwietnia 1931 w Łucku) – polska zakonnica, założycielka zgromadzenia sióstr Benedyktynek Misjonarek.

## Życiorys
Urodziła się w rodzinie ziemiańskiej, otrzymała staranne wykształcenie. Młodość spędziła w Kijowie. W 1902 wstąpiła tajnie (ze względu na szykany władz carskich wobec naboru zakonnic katolickich) do zakonu benedyktynek w Wilnie, przybierając imię zakonne Jadwiga. Wkrótce musiała opuścić Wilno i wyjechała do Włoch, gdzie podjęła współpracę z Kolumbą Gabriel, założycielką Benedyktynek od Miłości. W 1912 przybyła na Podole, a potem do Łucka, gdzie zajmowała się opieką nad chorymi i ubogimi. W 1917 założyła klasztor w Białej Cerkwi, którego była pierwszą przeoryszą. W 1927 przybyła do klasztoru w Łucku, gdzie mieszkała do śmierci. Pochowana została na tamtejszym cmentarzu rzymskokatolickim. W latach 70. XX wieku, w czasie przebudowany cmentarza przez władze radzieckie, jej doczesne szczątki zostały przeniesione w nieznane miejsce.